# Glostrup Idrætspark
Glostrup Idrætspark er et kommunalt idrætsanlæg i Glostrup med faciliteter til bl.a. fodbold, håndbold, tennis, badminton, bordtennis, basketball, volleyball, boksning, taekwondo, gymnastik, bueskydning og skydning. Anlægget administreres af Glostrup Idrætsanlæg under Glostrup Kommune.
Udendørs faciliteter:
- Glostrup Stadion – et fodbold- og atletikstadion med 380 overdækkede siddepladser og ca. 4.000 ståpladser.
- Ni fodboldbaner med naturgræs.
- En fodboldbane med kunstgræs.
- Seks tennisbaner.
- Petanquebaner.

Indendørs faciliteter
- Tre idrætshaller:
  - Glostrup Hallen med 540 siddepladser og ca. 480 ståpladser.
  - Hal 2 og 3, der er træningshaller med ca. 150 siddepladser.
- To træningssale.
- Skydeanlæg.
- Mødelokaler
- Selskabslokale med plads til 100 personer.

## Ekstern henvisning
- Fritid Glostrup Arkiveret 25. januar 2013 hos  Wayback Machine
- Glostrup Stadion på stadions.dk Arkiveret 6. september 2011 hos  Wayback Machine

|  | Denne artikel om en bygning eller et bygningsværk kan blive bedre, hvis der indsættes et (bedre) billede. Du kan hjælpe ved at afsøge Wikimedia Commons for et passende billede eller lægge et op på Wikimedia Commons med en af de tilladte licenser og indsætte det i artiklen. |

55°40′7″N 12°22′38″Ø / 55.66861°N 12.37722°Ø